# Kernel-phase
Les noyaux de phase, aussi appelés kernel-phases sont des observables utilisées en imagerie astronomique de haute résolution angulaire. Ils peuvent être vus comme la généralisation des  clôtures de phases pour les interféromètres redondants. Par conséquent, lorsque les exigences sur la qualité de front d'onde sont satisfaites, ils sont une alternative à  l'interférométrie à masque non redondant qui peut être employée sans utiliser de masque tout en conservant les propriétés de réjection des aberrations de phase. Les observables sont calculées par l'algèbre linéaire à partir de la transformée de Fourier des images. Elles peuvent être employées pour des tests statistiques, des ajustements de modèle, ou des reconstructions d'images.

## Prérequis
Afin de pouvoir extraire des noyaux de phase des images, certains prérequis sont nécessaires :
- Les images doivent être échantillonnées suivant le critère de Nyquist (au moins 2 pixels par élément de résolution ({\displaystyle {\frac {\lambda }{D}}}))
- Les images sont prises en lumière monochromatique
- Les temps d'expositions sont plus courts que la période d'évolution des aberrations
- Le rapport de Strehl est suffisant (optique adaptative ou télescope spatial)
- La réponse des pixels doit être linéaire (en particulier pas de saturation)

L'analyse peut être menée à bien avec succès malgré des écarts substantiels à ces prérequis, mais ils entraînent généralement des biais qui devront être calibrés.

## Définition
La méthode repose sur un modèle discret du plan pupille et de la liste de lignes de bases interférométriques correspondante pour fournir les vecteurs {\displaystyle \varphi } d'erreur dans le plan pupille, et {\displaystyle \Phi } e phase de Fourier du plan image. Lorsque l'erreur de phase dans le plan pupille est suffisamment petite (c.a.d. quand le ratio de Strehl est suffisamment élevé), l'amplitude complex associée à la phase instrumentale en un point de la pupille {\displaystyle \varphi _{k}}, , peut être approximée par {\displaystyle e^{i\varphi _{k}}\approx 1+{\mathit {i}}\varphi _{k}} . Ceci permet une expression de l'aberration de phase du plan pupille {\displaystyle \varphi } dans la phase de Fourier du plan image comme une transformation linéaire décrite par la matrice {\displaystyle A}:
{\displaystyle \Phi =\Phi _{0}+A\cdot \varphi }
Où {\displaystyle \Phi _{0}} est le vecteur de phase de Fourier théorique de l'objet. Dans ce formalisme, une Décomposition en valeurs singulières peut être utilisée pour trouver une matrice {\displaystyle K} satisfaisant {\displaystyle K\cdot A=0}. Les lignes de {\displaystyle K} forment une base du noyau (en anglais kernel) de {\displaystyle A^{T}}.
{\displaystyle K\cdot \Phi =K\cdot \Phi _{0}+{\cancel {K\cdot A\cdot \varphi }}}
On appelle généralement le vecteur {\displaystyle K.\Phi } le noyaux de phase observable ou kernel. Cette équation peut être utilisée dans des ajustements de modèles car elle représente une interprétation du sous-espace vectoriel des phases de Fourier qui est hors d'atteinte des erreurs de phase instrumentales au premier ordre.

## Applications
La technique fut tout d'abord utilisée pour l'analyse d'images  prises avec le Télescope spatial Hubble où elle a permis la découverte d'un nombre de naines brunes dans des   systèmes binaires.
La technique est utilisée comme une alternative à l'interferométrie à masques non-redondants, en particulier pour les cibles peu lumineuses car elle ne requiert pas l'usage de masques qui bloquent typiquement environ 90% de la lumière, et permet du coup un bien meilleur rendement. Elle est aussi envisagée comme une alternative à la coronographie pour la détection directe d'exoplanètes à très faibles séparation angulaire de leur étoile (moins de {\displaystyle 2{\frac {\lambda }{D}}}) là où les coronographes sont actuellement limités par les erreurs de front d'onde laissés par l'optique adaptative.
Le même formalisme peut être utilisé pour la mesure de front d'onde dans le plan focal. Dans le cas d'une pupille asymmetrique, une pseudo-inverse de {\displaystyle A} peut être utilisée pour reconstruire le front d'onde à partir de l'image.
Une bibliothèque python appelée xara est disponible sur GitHub et maintenue par Frantz Martinache pour permettre l'extraction et l'interprétation des noyaux de phase.
Le projet KERNEL, a reçu un financement de la part du Conseil européen de la recherche pour explorer le potentiel de ces observables pour une variété de cas d'application incluant la détection directe des exoplanètes, la reconstruction d'image, et la mesure de front d'onde pour l'optique adaptative.